# Joseph-Jean-Pierre Laurent
Joseph Jean Pierre Laurent, talvolta indicato anche come J. J. P. Laurent, J. Laurent, A. Laurent, M. (monsieur) Laurent (Bagnols-sur-Cèze, 31 gennaio 1823 – Marsiglia, 4 marzo 1900), è stato un astronomo francese di cui si hanno solo poche notizie frammentarie.
Discepolo di Benjamin Valz, ne acquistò la casa a Nîmes quando Valz si trasferì a Marsiglia avendo ottenuto l'incarico di direttore dell'osservatorio locale. Édouard Stephan lo cita come giovane molto talentuoso.
Utilizzando la specola di cui il maestro aveva già dotato la propria casa di Nîmes, Laurent scoprì il 22 gennaio 1858 l'asteroide 51 Nemausa. Questa scoperta gli valse nello stesso anno anche l'assegnazione del premio Lalande.
Gli è stato dedicato l'asteroide 162 Laurentia..

## La questione del nome

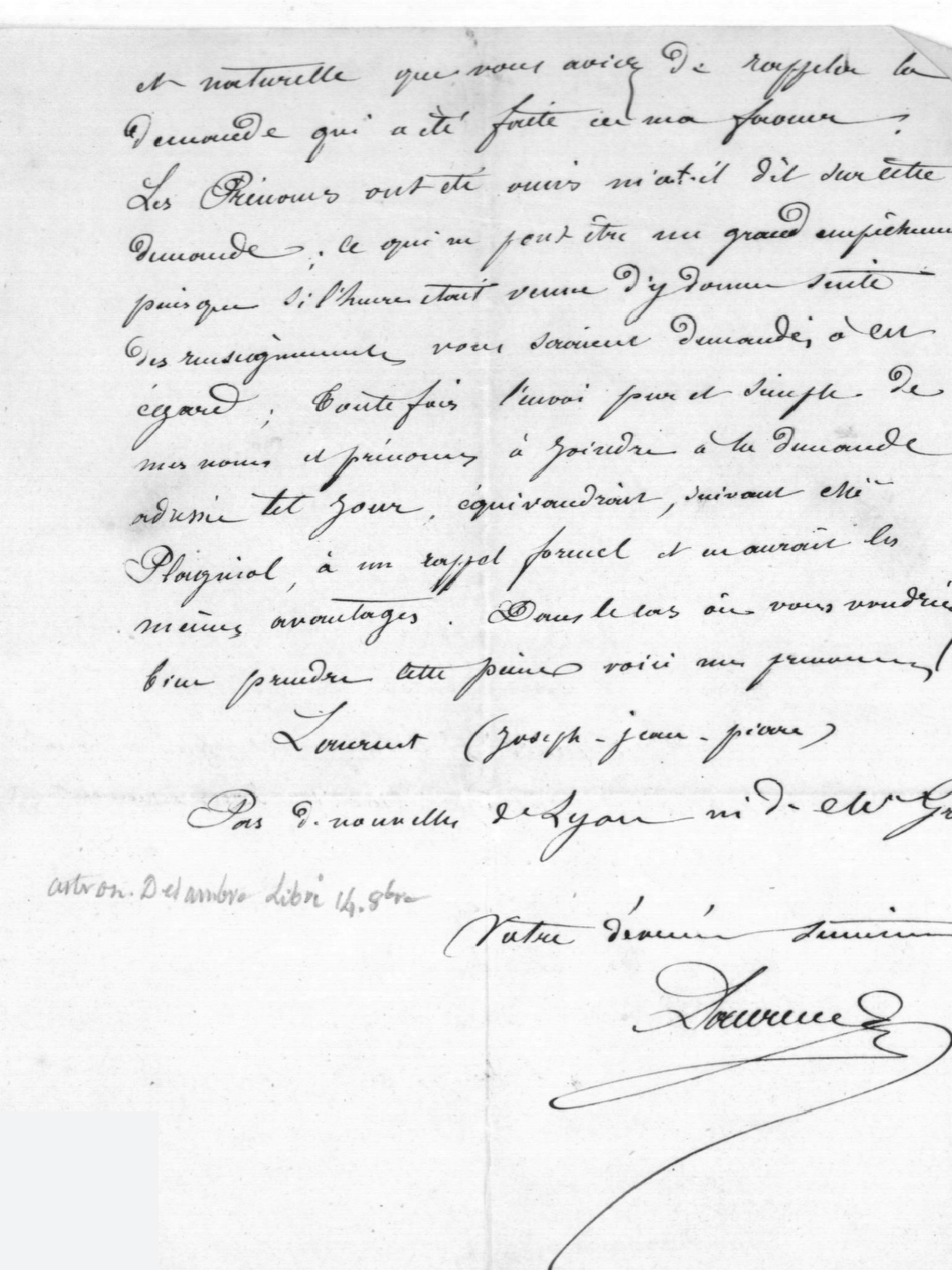
La lettera di Laurent a Valz. Il nome proprio appare tra parentesi dopo la firma sotto il blocco principale del testo.

Il nome di battesimo di Laurent è stato lungamente sconosciuto. Secondo l'uso dell'epoca il suo nome nelle pubblicazioni era sovente preceduto da M. ad indicare Monsieur (Signore in francese).
La forma A. Laurent è stata usata da Lutz D. Schmadel nella redazione del Dictionary of Minor Planet Names citando come fonte gli articoli della Astronomische Nachrichten, che però riportano solo il cognome, e il testo di Paul Herget The Names of the Minor Planets. Questa era anche la forma adottata per la targa commemorativa posta sulla casa dove risiedeva a Nîmes.
La forma J.J.P. Laurent è stata adottata, a partire dal 2016, dal Minor Planet Center per l'elenco ufficiale degli scopritori. Precedentemente usava la forma A. Laurent. Non venne fornita nessuna nota informativa a proposito del cambiamento.
La forma J. Laurent è documentata su alcune carte autografe di Laurent redatte in occasione della scoperta di 51 Nemausa e su una carta equinoziale da lui preparata per un lavoro commissionato da Valz.
Il nome completo è stato infine individuato su una lettera destinata a Benjamin Valz.